# 20 september
20 september är den 263:e dagen på året i den gregorianska kalendern (264:e under skottår). Det återstår 102 dagar av året.

## Återkommande bemärkelsedagar

### Nationaldagar
- Nepals nationaldag

## Namnsdagar

### I den svenska almanackan
- Nuvarande – Elise och Lisa
- Föregående i bokstavsordning
  - Agata – Namnet fanns sedan gammalt på 5 februari. 1993 flyttades det till dagens datum, men återfördes 2001 till 5 februari.
  - Agda – Namnet infördes på dagens datum 1901, men flyttades 2001 till 5 februari.
  - Elise – Namnet infördes 1986 på 17 april, men flyttades 1993 till 5 februari och 2001 till dagens datum.
  - Fausta – Namnet fanns, till minne av Fausta en 13-årig martyr, på dagens datum före 1901, då det utgick.
  - Jan – Namnet infördes på dagens datum 1986, men flyttades 1993 till 24 juni och 2001 till 11 januari.
  - Jannika – Namnet infördes på dagens datum 1986, men utgick 1993.
  - Lisa – Namnet infördes 1986 på 19 november, men flyttades 1993 till 5 februari och 2001 till dagens datum.
- Föregående i kronologisk ordning
  - Före 1901 – Fausta
  - 1901–1985 – Agda
  - 1986–1992 – Agda, Jan och Jannika
  - 1993–2000 – Agda och Agata
  - Från 2001 – Elise och Lisa
- Källor
  - Brylla, Eva (red.). Namnlängdsboken. Gjøvik: Norstedts ordbok, 2000 ISBN 91-7227-204-X
  - af Klintberg, Bengt. Namnen i almanackan. Gjøvik: Norstedts ordbok, 2001 ISBN 91-7227-292-9

### Finlandssvenska almanackan
- Nuvarande från 1929[1] – Erna
- I föregående revideringar[a][2]
  - inga ändringar sedan 1929

## Händelser
- 1168 – Giovanni utses till motpåve och tar namnet Calixtus III.
- 1396 – Nyköpings recess undertecknas på Nyköpingshus.
- 1519 – Ferdinand Magellan inleder sin världsomsegling.
- 1655 – Svenska trupper under Otto Stenbock segrar i slaget vid Nowy Dwór.
- 1714 – Ryssarna intar Umeå som lämnats skyddslöst av landshövding Anders Erik Ramsay, och bränner ner staden.
- 1776 – En storbrand härjar i Gävle.
- 1859 – Djurpark i Köpenhamn öppnas.
- 1881 – Kronprins Gustaf (Gustaf V) och Victoria av Baden gifter sig.
- 1898 – Första numret av dagstidningen Berliner Morgenpost utkommer i Berlin.
- 1918 – Padre Pio stigmatiseras.
- 1946 – Den första filmfestivalen i Cannes invigs.
- 1962 – Den färgade studenten James Meredith hindras att skriva in sig vid University of Mississippi.
- 1967 – RMS Queen Elizabeth 2 sjösätts.
- 1979 – Bokassa I, kejsare i Centralafrikanska republiken, störtas[3] i en militärkupp.
- 2000 – Broadways sista uppsättning av Lloyd Webbers musikal Cats ges.
- 2008 – En anläggningsbil full av sprängämnen detonerar framför hotellet Marriott International i Islamabad. 54 personer omkommer och 266 skadas.
- 2010 – Sedan den svenska tv-kanalen SVT HD har lagts ner dagen före ersätts den av SVT1 HD, som är en parallellsändning av SVT1 i high definition-format.
- 2020 – Viking Lines fartyg M/S Amorella går i sin tjänst på grund utanför Åland – söder om Långnäs. M/S Amorella var på regulär tur på väg från Åbo till Stockholm. Fartyget har 281 personer ombord, varav 74 i besättningen.[4] Av dessa ombordvarande är en majoritet av passagerarna från Finland eller Sverige. De ska evakuera fartyget. Andra fartyg kommer snabbt till platsen för att möjliggöra en effektiv evakuering.[5][4] En ombordvarande säger att det hördes ett väldigt skrapande och att båten sedan fick slagsida.[4] Men det pumpades vatten i barlasttankarna för att räta upp henne.[6] Fartyget kördes sedan upp på mer åt land (på grund igen), för att undvika att fartyget vattenfylls.[6]

## Födda
- 1486 – Arthur, prins av Wales
- 1613 – Jean-François Paul de Gondi Retz, fransk kardinal och politiker
- 1638 – Antonio Gherardi, italiensk målare och arkitekt
- 1760 – John Rutherfurd, amerikansk lantmätare och politiker, senator (New Jersey)
- 1786 – Franz Passow, tysk klassisk filolog och lexikograf
- 1816 – Fredrik August Dahlgren, författare, dramaturg, ledamot av Svenska Akademien
- 1833 – Ernesto Moneta, italiensk journalist och fredsaktivist, mottagare av Nobels fredspris 1907
- 1853 – Chulalongkorn, kung i Thailand
- 1860 – James Gillett, amerikansk republikansk politiker
- 1862 – Ernest Florman, svensk regissör, filmfotograf och hovfotograf
- 1876 – Hedvig Lindby, svensk skådespelare
- 1878 – Upton Sinclair, amerikansk författare
- 1879 – Victor Sjöström, svensk skådespelare och regissör
- 1885 – Jelly Roll Morton, amerikansk jazzmusiker
- 1886 – Charles Williams, engelsk författare
- 1888 – Karl Jäger, tysk SS-officer; SS-Standartenführer
- 1894 – Lewis B. Schwellenbach, amerikansk demokratisk politiker och jurist, senator (staten Washington), arbetsminister
- 1896
  - Fleming Lynge, dansk författare och manusförfattare
  - Elliott Nugent, amerikansk skådespelare, författare och filmregissör
  - Greta Stave, svensk skådespelare
- 1899 – Leo Strauss, judisk tysk-amerikansk politisk filosof
- 1902 – Adrienne von Speyr, schweizisk katolsk läkare och mystiker
- 1903 – Alva Garbo, svensk skådespelare
- 1910
  - Sten Hultgren, grundare av Kantar Sifo, författare, journalist och pionjär inom svensk opinionsbildning
  - Gunnar Weijman-Hane, svensk civilingenjör och professor
- 1911 – Alfred Naujocks, tysk SS-officer
- 1914 – Kenneth More, brittisk skådespelare
- 1915
  - Ragnar Lassinantti, svensk politiker (s), landshövding i Norrbottens län
  - Josef Oberhauser, tysk SS-officer, dömd krigsförbrytare
- 1916 – Rudolf-August Oetker, tysk företagare, grundare av företaget Dr. Oetker
- 1917 – Fernando Rey, spansk skådespelare
- 1920 – Ellen Rasch, svensk balettdansös och skådespelare
- 1925
  - Ananda Mahidol, kung av Thailand
  - Sven-Eric Nilsson, svenskt statsråd
- 1927
  - Elisabet Hermodsson, författare, konstnär, kulturjournalist och viskompositör
  - Rachel Roberts, brittisk skådespelare
- 1934 – Sophia Loren, italiensk skådespelare
- 1937
  - Monica Zetterlund, svensk skådespelare och artist
  - Birgitta Dahl, svensk politiker
- 1940
  - Jonathan Hardy, nyzeeländsk skådespelare
  - Taro Aso, japansk politiker, premiärminister
- 1947
  - Göran Lagerberg, svensk sångare, musiker och kompositör, medlem i Tages
  - Peder Falk, svensk skådespelare
- 1949 – Lena Häll Eriksson, svensk generaldirektör för Kriminalvårdsstyrelsen, för SMHI
- 1950 – Gábor Csapó, ungersk vattenpolospelare
- 1956 – Thomas Gylling, svensk programledare i radio och TV
- 1958 – Charlie Kaufman, amerikansk manusförfattare och filmproducent
- 1960 – Peter Phelps, australisk skådespelare
- 1961 – Mikael Zeybrandt, svensk fotbollsspelare, spelade i IF Elfsborg
- 1964 – Paolo Caldarella, italiensk vattenpolospelare
- 1968 – Michelle Visage, amerikansk TV-personlighet
- 1969 – Robert Jelinek, svensk skådespelare, sångare och musiker
- 1971 – Henrik Larsson, svensk fotbollsspelare, VM-brons och kopia av Svenska Dagbladets guldmedalj 1994
- 1975 – Juan Pablo Montoya, colombiansk racerförare
- 1977 – Stefan Brunzell, svensk musiker
- 1978 – Sarit Hadad, israelisk sångare
- 1979 – Gabrielle Bloch, nyzeeländsk skådespelare, regissör, författare och kompositör
- 1982 – Sofia Lundgren, fotbollsspelare. VM-silver 2003
- 1987 – Leony, indonesisk sångare
- 1980
  - Gustav Larsson, svensk OS-silvermedaljör i cykling 2008
  - Ryan Donowho, amerikansk skådespelare
  - Olli-Poika Parviainen, finländsk politiker
- 1988
  - Pikul Khueanpet, thailändsk fotbollsspelare
  - Chabib Nurmagomedov, rysk MMA-utövare
- 1990 – Phillip Phillips, amerikansk sångare

## Avlidna
- 911 – Ludvig barnet, kung av Östfrankiska riket
- 1168 – Paschalis III, motpåve
- 1804 – Pierre Méchain, fransk astronom
- 1834 – Johan Peter Strömberg, svensk teaterman
- 1840 – José Gaspar Rodríguez de Francia, paraguayansk politiker, det oberoende Paraguays förste ledare
- 1863 – Jacob Grimm, tysk språk- och litteraturforskare, sagosamlare
- 1864 – Charles B. Mitchel, amerikansk politiker, senator (Arkansas) 1861
- 1877 – Lewis V. Bogy, amerikansk demokratisk politiker, senator (Missouri)
- 1894 – Giovanni Battista de Rossi, italiensk fornforskare och arkeolog
- 1898 – Theodor Fontane, tysk författare
- 1908 – Pablo Sarasate, spansk violinist och tonsättare
- 1929 – Hedworth Meux, brittisk militär
- 1933 – Annie Besant, brittisk teosof, socialist och författare
- 1942 – Kārlis Ulmanis, Lettlands president
- 1957 – Jean Sibelius, finländsk tonsättare
- 1960 – Ida Rubinstein, rysk dansös
- 1962 – Verner Oakland, svensk skådespelare
- 1970 – Axel Högel, svensk skådespelare
- 1971 – Giorgios Seferis, grekisk diplomat och författare, mottagare av Nobelpriset i litteratur 1963
- 1973 – Birgitta de Vylder-Bellander, svensk författare
- 1974
  - Charles C. Gossett, amerikansk demokratisk politiker, senator Idaho
  - Olle Hedberg, författare, ledamot av Svenska Akademien
- 1975 – Saint-John Perse, fransk diplomat och författare, mottagare av Nobelpriset i litteratur 1960
- 1979 – Ludvík Svoboda, tjeckoslovakisk militär, president i Tjeckoslovakien
- 1981 – Arne Källerud, svensk skådespelare
- 1996 – Paul Erdős, ungersk matematiker
- 1999
  - Stellan Skantz, svensk skådespelare och inspicient
  - Raisa Gorbatjova, sovjetisk presidenthustru
- 2004 – Brian Clough, engelsk fotbollsspelare och manager
- 2005 – Simon Wiesenthal, judisk nazijägare
- 2006 – Sven Nykvist, svensk filmfotograf, manusförfattare och regissör
- 2009 – Bertil Gärtner, biskop emeritus i Göteborgs stift
- 2011
  - Arvid Andersson, svensk tyngdlyftare, känd som Starke Arvid, VM-guld och Svenska Dagbladets guldmedalj 1946
  - Annika Idström, finländsk författare
  - Burhanuddin Rabbani, afghansk politiker, president
  - Gaby Stenberg, svensk skådespelare
  - Per Unckel, svensk politiker och landshövding
- 2014
  - Polly Bergen, amerikansk skådespelare
  - Anton Günther av Oldenburg, tysk hertig
- 2016 – Bill Barrett, amerikansk republikansk politiker
- 2021 – Anders Larsson, svensk författare och skådespelare